# معركة حمد
معركة حمد هي عملية عسكرية إسرائيلية استمرت أسبوعين ضد قوات حماس في بلدة حمد في قطاع غزة.

## معركة
وفي 3 مارس/آذار، دخلت القوات الإسرائيلية مدينة حمد، وأقامت نقطة تفتيش هناك وطلبت من المدنيين المغادرة. ونفذت العملية غارات جوية واسعة النطاق استهدفت 50 هدفا فضلا عن القصف المدفعي. وفي غضون 15 دقيقة، أفادت التقارير أن القوات الإسرائيلية طوقت الحي وقتلت أي شخص لم يغادر عبر المناطق المحددة، مدعية أنها قتلت 20 من مشاهدي حماس.
في 8 مارس، قُتل الرائد أميشار بن دافيد، ضابط القيادة والسيطرة لقائد الكتيبة أثناء القتال في حمد. في 11 مارس/آذار، قُتل 15 من مقاتلي حماس عندما داهمت القوات الإسرائيلية شققًا سكنية في البلدة واكتشفت أنفاقًا تؤدي إلى مخابئ للأسلحة. في 13 مارس، إبلغ عن اشتباكات عنيفة في مدينة حمد مع سيطرة القوات الإسرائيلية على مبنى البلدة بعد مقتل جنديين إسرائيليين. ونفذ أكثر من 100 غارة جوية لدعم العملية. وفي 15 مارس/آذار، زعمت القوات الإسرائيلية أنها دمرت نفقاً بطول 200 متر في حمد. في 16 مارس/آذار 2024، زعمت القوات الفلسطينية أنها استهدفت ناقلة أفراد إسرائيلية باستخدام قنبلة "آسيف" والرصاص المضاد للواقع المعزز.
وفي 16 مارس/آذار، انسحبت القوات الإسرائيلية من مدينة حمد بسبب المقاومة الشديدة من جانب القوات الفلسطينية.
في 19 مارس، أعلن عن انتهاء العملية وأن القوات الإسرائيلية قامت بتطهير 100 مبنى، مما أسفر عن مقتل أكثر من 100 مقاتل والاستيلاء على الأسلحة.

## ما بعد المعركة
في 21 مارس/آذار، عرض صحفي فلسطيني مقطع فيديو لشوارع خالية في مدينة حمد دون وجود إسرائيلي. وانتشلت جمعية الهلال الأحمر الفلسطيني 15 جثة في المنطقة.

## أنظر أيضا
- معركة جباليا
- حصار خان يونس